# II liga polska w piłce nożnej (1976/1977)
II liga 1976/1977 – 29. edycja rozgrywek drugiego poziomu ligowego piłki nożnej mężczyzn w Polsce. Wzięły w nich udział 32 drużyny, grając w dwóch grupach systemem kołowym. Sezon ligowy rozpoczął się w sierpniu 1976, ostatnie mecze rozegrano w czerwcu 1977.
| Poziomy rozgrywkowe w sezonie 1976/1977 | Poziomy rozgrywkowe w sezonie 1976/1977 | Poziomy rozgrywkowe w sezonie 1976/1977 |
| Rozgrywki                               | P                                       | Nazwa                                   |
| --------------------------------------- | --------------------------------------- | --------------------------------------- |
| Centralne                               | I                                       | I liga                                  |
| Centralne                               | II                                      | II liga (2 grupy)                       |
| Makroregionalne                         | III                                     | III Liga (8 grup)                       |
| Okręgowe (49 okręgów)                   | IV                                      | Liga okręgowa                           |
| Okręgowe (49 okręgów)                   | V                                       | A klasa                                 |
| Okręgowe (49 okręgów)                   | VI                                      | B klasa                                 |

## Drużyny

### Grupa południowa
| Uczestnicy poprzedniej edycji | Uczestnicy poprzedniej edycji |
| ----------------------------- | ----------------------------- |
| Piast Gliwice                 | 2                             |
| Star Starachowice             | 3                             |
| Urania Ruda Śląska            | 4                             |
| Małapanew Ozimek              | 5                             |
| Stal Stalowa Wola             | 6                             |
| BKS Stal Bielsko-Biała        | 7                             |
| GKS Katowice                  | 8                             |

| Wisłoka Dębica            | 9  |
| Moto Jelcz Oława          | 10 |
| Siarka Tarnobrzeg         | 12 |
| Sparta Zabrze             | 13 |
| Spadek z I ligi 1975/1976 |    |
| Stal Rzeszów              | 15 |
| Polonia Bytom             | 16 |

| grupa I          |   |
| Górnik Wałbrzych | 1 |
| grupa II         |   |
| Hutnik Nowa Huta | 1 |
| grupa IV         |   |
| Unia Tarnów      | 1 |

### Grupa północna
| Uczestnicy poprzedniej edycji | Uczestnicy poprzedniej edycji |
| ----------------------------- | ----------------------------- |
| Lechia Gdańsk                 | 2                             |
| Motor Lublin                  | 3                             |
| Stoczniowiec Gdańsk           | 4                             |
| Bałtyk Gdynia                 | 5                             |
| Zagłębie Wałbrzych            | 6                             |
| Gwardia Koszalin              | 7                             |
| Polonia Bydgoszcz             | 8                             |

| Uczestnicy poprzedniej edycji            | Uczestnicy poprzedniej edycji |
| ---------------------------------------- | ----------------------------- |
| Jagiellonia Białystok                    | 9                             |
| Avia Świdnik                             | 10                            |
| RKS Ursus                                | 11                            |
| Olimpia Poznań                           | 12                            |
| Zawisza Bydgoszcz                        | 13                            |
| drużyna przeniesiona z grupy południowej |                               |
| Gwardia Warszawa                         | 11                            |

| grupa III                      |   |
| Olimpia Elbląg                 | 1 |
| grupa V                        |   |
| Concordia Piotrków Trybunalski | 1 |
| grupa VI                       |   |
| Arkonia Szczecin               | 1 |

## Rozgrywki
Uczestnicy obu grup rozegrali po 30 kolejek ligowych (razem 240 spotkań) w dwóch rundach: jesiennej i wiosennej. Mistrzowie grup uzyskali awans do I ligi, zaś do klasy międzywojewódzkiej spadły drużyny z miejsc 13–16.

### Grupa południowa – tabela
| Lp. | Drużyna                | M  | Z  | R  | P  | Bramki | Bramki | Różn. | Pkt | Uwagi                              |
| --- | ---------------------- | -- | -- | -- | -- | ------ | ------ | ----- | --- | ---------------------------------- |
| 1   | Polonia Bytom (M) (A)  | 30 | 16 | 7  | 7  | 44     | 24     | +20   | 39  | Awans do I ligi                    |
| 2   | Piast Gliwice          | 30 | 13 | 9  | 8  | 39     | 23     | +16   | 35  |                                    |
| 3   | GKS Katowice           | 30 | 13 | 8  | 9  | 37     | 27     | +10   | 34  |                                    |
| 4   | Siarka Tarnobrzeg      | 30 | 12 | 10 | 8  | 29     | 24     | +5    | 34  |                                    |
| 5   | BKS Stal Bielsko-Biała | 30 | 11 | 12 | 7  | 30     | 27     | +3    | 34  |                                    |
| 6   | Małapanew Ozimek       | 30 | 11 | 10 | 9  | 42     | 34     | +8    | 32  |                                    |
| 7   | Moto Jelcz Oława       | 30 | 11 | 10 | 9  | 29     | 33     | −4    | 32  |                                    |
| 8   | Górnik Wałbrzych       | 30 | 12 | 7  | 11 | 34     | 32     | +2    | 31  |                                    |
| 9   | Wisłoka Dębica         | 30 | 7  | 16 | 7  | 34     | 31     | +3    | 30  |                                    |
| 10  | Stal Stalowa Wola      | 30 | 8  | 13 | 9  | 26     | 29     | −3    | 29  |                                    |
| 11  | Hutnik Nowa Huta       | 30 | 8  | 12 | 10 | 38     | 37     | +1    | 28  |                                    |
| 12  | Star Starachowice      | 30 | 10 | 8  | 12 | 31     | 30     | +1    | 28  |                                    |
| 13  | Urania Ruda Śląska (S) | 30 | 7  | 13 | 10 | 31     | 35     | −4    | 27  | Spadek do klasy międzywojewódzkiej |
| 14  | Stal Rzeszów (S)       | 30 | 7  | 12 | 11 | 23     | 40     | −17   | 26  | Spadek do klasy międzywojewódzkiej |
| 15  | Sparta Zabrze (S)      | 30 | 5  | 12 | 13 | 29     | 43     | −14   | 22  | Spadek do klasy międzywojewódzkiej |
| 16  | Unia Tarnów (S)        | 30 | 6  | 7  | 17 | 36     | 63     | −27   | 19  | Spadek do klasy międzywojewódzkiej |

### Grupa północna – tabela
| Lp. | Drużyna                            | M  | Z  | R  | P  | Bramki | Bramki | Różn. | Pkt | Uwagi                              |
| --- | ---------------------------------- | -- | -- | -- | -- | ------ | ------ | ----- | --- | ---------------------------------- |
| 1   | Zawisza Bydgoszcz (M) (A)          | 30 | 14 | 13 | 3  | 38     | 16     | +22   | 41  | Awans do I ligi                    |
| 2   | Zagłębie Wałbrzych                 | 30 | 17 | 7  | 6  | 58     | 26     | +32   | 41  |                                    |
| 3   | Stoczniowiec Gdańsk                | 30 | 13 | 12 | 5  | 30     | 17     | +13   | 38  |                                    |
| 4   | Motor Lublin                       | 30 | 13 | 11 | 6  | 31     | 22     | +9    | 37  |                                    |
| 5   | Lechia Gdańsk                      | 30 | 10 | 15 | 5  | 34     | 20     | +14   | 35  |                                    |
| 6   | Bałtyk Gdynia                      | 30 | 10 | 11 | 9  | 39     | 32     | +7    | 31  |                                    |
| 7   | Avia Świdnik                       | 30 | 8  | 15 | 7  | 22     | 24     | −2    | 31  |                                    |
| 8   | Olimpia Poznań                     | 30 | 10 | 11 | 9  | 31     | 34     | −3    | 31  |                                    |
| 9   | Gwardia Warszawa                   | 30 | 7  | 16 | 7  | 19     | 19     | 0     | 30  |                                    |
| 10  | Jagiellonia Białystok              | 30 | 11 | 7  | 12 | 27     | 34     | −7    | 29  |                                    |
| 11  | Gwardia Koszalin                   | 30 | 8  | 12 | 10 | 30     | 33     | −3    | 28  |                                    |
| 12  | Arkonia Szczecin                   | 30 | 9  | 8  | 13 | 39     | 51     | −12   | 26  |                                    |
| 13  | RKS Ursus (S)                      | 30 | 8  | 8  | 14 | 29     | 32     | −3    | 24  | Spadek do klasy międzywojewódzkiej |
| 14  | Olimpia Elbląg (S)                 | 30 | 5  | 12 | 13 | 29     | 47     | −18   | 22  | Spadek do klasy międzywojewódzkiej |
| 15  | Polonia Bydgoszcz (S)              | 30 | 5  | 9  | 16 | 18     | 44     | −26   | 19  | Spadek do klasy międzywojewódzkiej |
| 16  | Concordia Piotrków Trybunalski (S) | 30 | 4  | 9  | 17 | 24     | 47     | −23   | 17  | Spadek do klasy międzywojewódzkiej |